# RAF Montrose
La RAF Montrose (Royal Air Force Station Montrose) était une base de la Royal Air Force (RAF) située à Montrose, en Écosse.
Le 26 février 1913, il devient le premier aérodrome militaire opérationnel du Royaume-Uni.

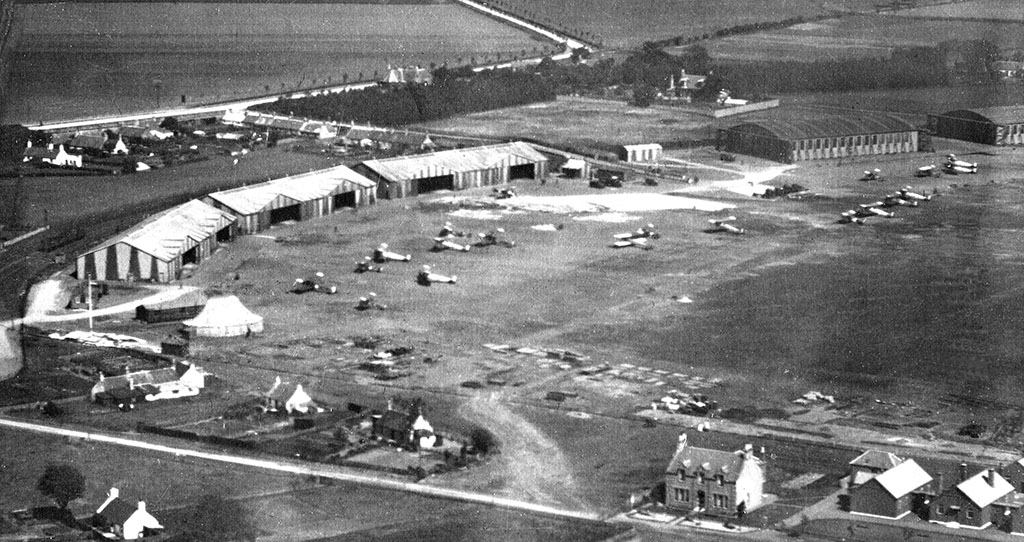
La base en 1917.